# Sinan Ramović
Sinan Ramović (sinh 13 tháng 10 năm 1993) là một cầu thủ bóng đá Bosnia và Herzegovina hiện tại thi đấu cho Željezničar Sarajevo ở Giải bóng đá ngoại hạng Bosnia và Herzegovina.